# 伊利亚贝拉
伊利亚贝拉是巴西圣保罗州的一个市镇。总面积348.3平方公里，总人口23902人，人口密度68.6人/平方公里。